# Modus (TV-serie)
Modus är en svensk kriminalserie bestående av åtta avsnitt som hade premiär på TV4 i september 2015. Serien är regisserad av Lisa Siwe och Mani Maserrat. Manuset är skrivet av Emmy Award-vinnarna Mai Brostrøm och Peter Thorsboe och är baserat på Anne Holts roman Frukta inte. Modus är producerad av Miso Film under ledning av Sandra Harms. Modus har även sålts till flera andra länder, till exempel Tyskland (ZDF), Frankrike, Spanien, Storbritannien (BBC) och Finland (MTV3).

## Första säsongen

### Handling
Modus följer Inger Johanne Vik (Melinda Kinnaman) som har arbetat som kriminalpsykolog på FBI i USA men nu återvänt till Sverige för att istället arbeta inom den akademiska världen. Hon har två döttrar, varav den äldsta dottern Stina som har autism blir vittne till ett mord. För att skydda sin dotter återvänder Inger Johanne till polisen där hon tillsammans med kriminalkommissarie Ingvar Nyman (Henrik Norlén) börjar jaga vad som visar sig vara en seriemördare.

### Rollista i urval
- Melinda Kinnaman – Inger Johanne Vik
- Henrik Norlén – Ingvar Nymann
- Marek Oravec – Richard Forrester
- Simon J. Berger – Isak Aronson
- Esmeralda Struwe – Stina Vik
- Lily Wahlsten – Linnéa Vik
- Krister Henriksson – Erik Lindgren
- Cecilia Nilsson – Elisabeth Lindgren
- Johan Widerberg – Lukas Lindgren
- Ellen Mattsson – Astrid Friberg
- Magnus Roosmann – Markus Ståhl
- Peter Jöback –  Rolf Ljungberg
- Josefine Tengblad – Sophie Dahlberg
- Julia Dufvenius – Isabella Levin
- Siw Erixon – Kerstin Vik
- Simon Norrthon – Lennart Carlsson
- Liv Mjönes – Patricia Green
- Alexandra Rapaport – Ulrika Sjöberg
- Suzanne Reuter – Viveka Wallin
- Annika Hallin – Hedvig Nyström
- Björn Andersson – Alfred Nyman
- Anki Lidén – Gunilla Larsson
- Per Ragnar – Hasse
- Eva Melander – Marianne Larsson
- Chatarina Larsson – Elsa
- Mårten Klingberg – Tobias Faber

## Andra säsongen

### Handling
Den amerikanska presidenten Helen Tyler som är på statsbesök i Stockholm försvinner spårlöst under mystiska omständigheter. Mitt i det intensiva polisarbetet pågår en maktkamp mellan ett panikslaget USA och ett ansvarigt Sverige när hotet mot en av världens mest mäktigaste personer sätter hela världen i gungning. Inger Johanne  och Ingvar dras in i jakten på sanningen men snart står det klart att det inte går att lita på någon.
Samtidigt befinner sig Inger Johanne och Ingvar själva i sitt gemensamma livs största förändring – de har flyttat ihop och väntar barn. Men allt ställs på sin spets när Warren Shifford, Inger Johannes tidigare mentor från FBI och nu chef för FBI-styrkan som åtföljer presidenten under hennes Europa-resa, dyker upp. Hans oväntade ankomst tvingar Inger Johanne att konfrontera smärtsamma hemligheter från sitt förflutna när Warren återigen nästlar sig in i hennes liv.

### Rollista i urval
- Melinda Kinnaman – Inger Johanne Vik
- Henrik Norlén – Ingvar Nymann
- Kim Cattrall – Helen Tyler
- Greg Wise – Warren Shifford
- Annika Hallin – Hedvig Nyström, rättsmedicinare
- Billy Campbell - Dale Tyler, presidentens man
- Gerhard Hoberstorfer- Bo Sundberg, SÄPO
- Paprika Steen - Alva Roos, SÄPO
- Johan Rabaeus - Harald Bohman, statsminister
- Lo Kauppi - Linda Clason, justitieminister
- Samuel Fröler - Torbjörn Skoglund
- Anja Lundqvist - Jessica Björkman
- Christopher Wollter  - Tobias Magnusson
- Nina Zanjani -studioreporter
- Sigge Eklund - Gustav
- Simon J. Berger - Isak Aronson, Inger Johannes ex
- Jonas Malmsjö - Oscar Ek
- Rolf Lydahl - Garri Vogel, rysk yrkesmördare
- Marika Lagercrantz - Gun Rörby
- Lachele Carl - Lori Reed
- Emilia Poma - Zoe Tyler, dottern
- Martin Marouez - Hunter Russell
- Sasha Behar - Raja Cooper
- Bijan Daneshmand - Mahmoud Montasir
- Mina Azarian - Nawal Montasir
- Vanessa Earl - Rebecca Schifford
- Peter Caulfield - Roy
- Josh Lenn - John Davis
- Albin Flinkas - Thomas Larsson
- Donald Högberg - Leif
- Esmeralda Struwe - Stina Wik, Inger Johannes dotter
- Lily Wahlsteen - Linnea Wik, Inger Johannes dotter
- Caisa Ankarsparre - Holly
- Jennifer Lila Knipe - Amy